# Schlagfertigkeit

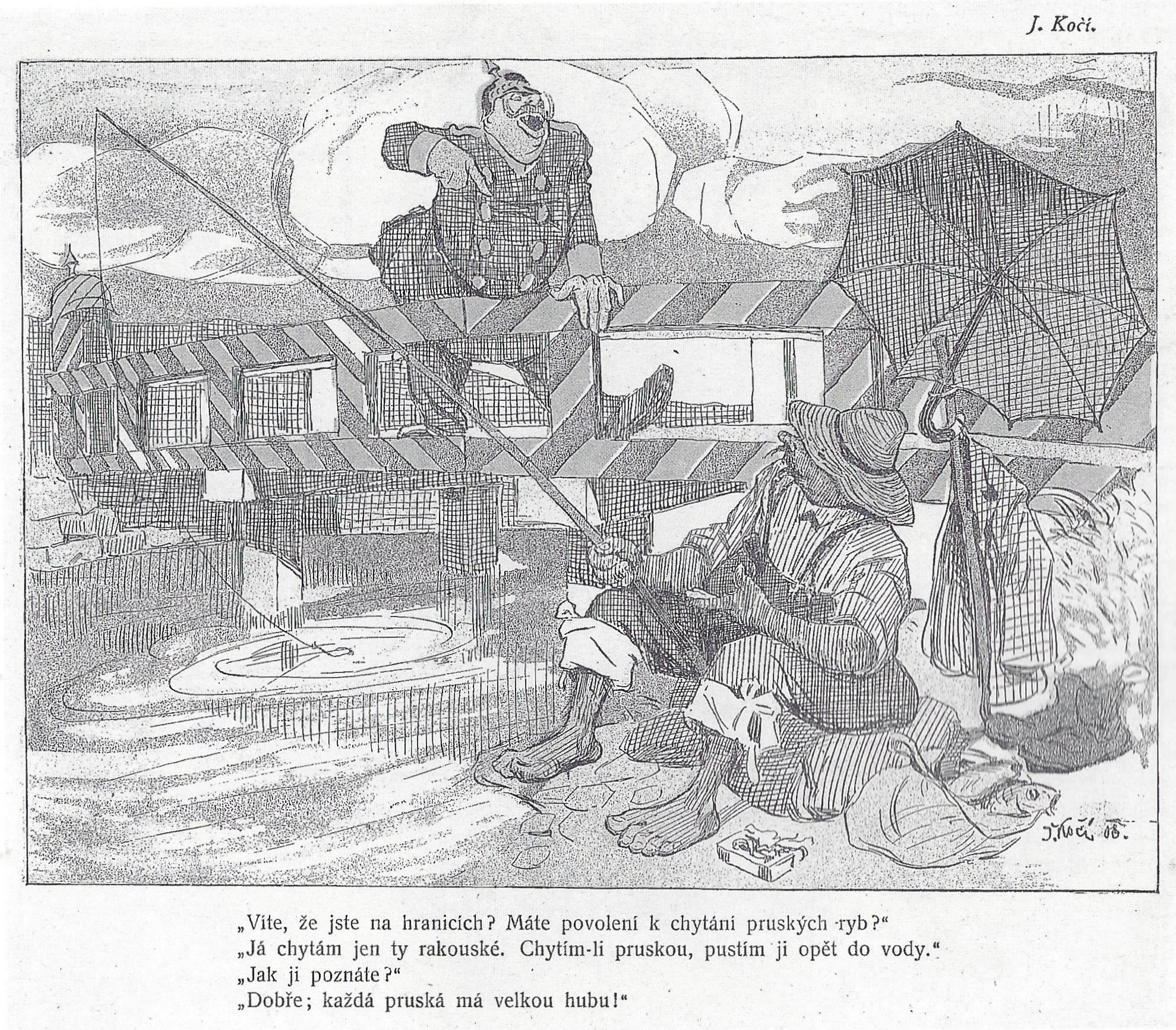
Karikatur (preußischer Grenzbeamter und böhmischer Angler):
„Wissen Sie, daß Sie an der Grenze sind? Haben Sie eine Genehmigung zum Angeln preußischer Fische?“
„Ich fange nur die österreichischen. Wenn ich einen preußischen erwische, so werfe ich ihn ins Wasser zurück.“
„Und wie erkennen Sie den?“
„Sehr gut; jeder preußische Fisch hat ein großes Maul.“

Als Schlagfertigkeit bezeichnet man eine schnelle, treffende, zumeist witzige Reaktion auf sprachliche „Angriffe“. Sie verrät Intelligenz und Geistesgegenwart.

## Bedeutung
Als schlagfertig gilt jemand, der auf eine unerwartete Bemerkung oder Frage treffend und witzig reagieren kann. Schlagfertigkeiten  berühmter Persönlichkeiten finden Eingang in Anekdoten- und Zitatensammlungen. Berühmt (und gefürchtet) waren Otto von Bismarck, Hermann Ehlers, Winston Churchill, Franz Josef Strauß und Herbert Wehner. 
Schlagfertigkeit kann das Gegenüber oder das Publikum überraschen, aber auch den schlagfertigen Sprecher selbst, der ja spontan, ohne Möglichkeit der Reflexion reagiert. Folgt man Niklas Luhmann, ergibt sich durch eine Überraschung eine höhere Wahrscheinlichkeit, dass die laufende Kommunikation fortgesetzt wird. Schlagfertigkeit kann deshalb ein besonders gutes Beispiel für die gelungene Fortsetzung einer Kommunikation sein, da wider Erwarten gelingt, was durch eine Invektive eigentlich unterbunden werden sollte. Der Angegriffene lenkt die Aufmerksamkeit der Zuhörer auf sich und schafft Anschluss in einer Situation, die nicht auf Anschlussfähigkeit hin angelegt ist. Eine schlagfertige Bemerkung wäre in diesem Sinne keine „Pointe“, auf die eine Dramaturgie zuläuft, sondern eine Reaktion auf Ereignisse, die ansonsten möglicherweise die Kommunikation stoppen könnten – wenn man so will, eine Art „Notschalter“, der dafür sorgt, dass die Kommunikation in jedem Fall weiterfließt, egal wie dumm, peinlich oder unangenehm die Bemerkung ist, die das Gegenüber gerade gemacht hat.
In der parlamentarischen Rhetorik und in Talkshows ermöglicht Schlagfertigkeit, auf Zwischenrufe oder „dumme Fragen“ souverän zu reagieren oder peinliche Zwischenfälle herunterzuspielen. In Fernsehshows hat sie Unterhaltungswert. Viele Moderatoren und Comedians werden wegen ihrer Schlagfertigkeit eingesetzt; denn sie hilft Pausen zu überbrücken.
Viele Witze leben von Schlagfertigkeit.

## Lernbarkeit
Seit etwa 1995 geben Erfolgstrainer an, die Schlagfertigkeit zahlender Kunden verbessern zu können. Auch Ratgeberliteratur befasst sich mit diesem Thema. Institute zur beruflichen Weiterbildung und Anbieter von Seminaren verkaufen „Schlagfertigkeit“ meist unter Kunstbegriffen wie „Provokative Rhetorik“ oder „Power Talking“. Nicht selten geht es dabei weniger um eine Anleitung zur Schlagfertigkeit als um ein Training aggressiven Durchsetzungsvermögens. Andere Schlagfertigkeits-Trainer bieten Kurse an, die es Schüchternen erleichtern sollen, sprachlich zu kontern, wenn sie angegriffen werden, oder ihnen helfen sollen, leichter soziale Kontakte und beruflichen Erfolg zu erreichen. Hier verschwimmen die Grenzen zu Rhetorik, Konversationstraining und Alltagsgespräch. 
Im preußischen Offizierkasino wurde Schlagfertigkeit hart trainiert. Friedrich Wilhelm IV. war bekannt für eine liebenswürdige Schlagfertigkeit. Im Adel und in den Corps wird solcher Witz noch heute erwartet und gepflegt.

## Beispiele
- Nicht belegt, aber dennoch ein Paradebeispiel für Schlagfertigkeit, ist folgende angebliche Aussage Winston Churchills: Bei einer von Churchills Reden im Unterhaus rief eine oppositionelle Hinterbänklerin: „Wenn ich mit dem Mann verheiratet wäre, würde ich ihm Arsen in den Kaffee geben.“ Darauf Churchill: „Und wenn ich mit der Dame verheiratet wäre, würde ich ihn trinken.“
- Bei einem Empfang steigt Eduard VIII. die Treppe hinauf. Als ihm ein unüberhörbarer Leibwind entweicht, zischt die hinter ihm gehende Herzogin: „Das ist mir ja noch nie passiert.“ Darauf Eduard erstaunt: „Wirklich? Ich hätte wetten können, dass der von mir war.“
- Bei seiner vorletzten State of the Union Address am 20. Januar 2015 wurde der damalige US-Präsident und Demokrat Barack Obama nach dem Satz „Ich werde keinen Wahlkampf mehr führen“ von höhnischem Applaus der Republikaner unterbrochen, die sich offenbar darüber freuten, dass Obama aufgrund des 22. Zusatzartikel zur Verfassung der Vereinigten Staaten nicht ein drittes Mal antreten durfte. Obama beantwortete diesen Applaus mit folgender Bemerkung in Richtung der Republikaner: „Ich weiß das, weil ich die letzten beiden gewonnen habe.“[4]